# Г'юстон (водосховище)
Озеро Г'юстон (англ. Lake Houston) — водосховище у штаті Техас. Озеро Г'юстон використовується, як основне джерело водопостачання міста Г'юстона.

## Розташування
Водосховище розташоване на річці Сан-Хасінто в 3 км на північ від міста Шелдон і у 24 км на північний схід від Г'юстона в окрузі Гарріс.

## Історія створення
Будівництво водосховища почалося в 1951, спорудження дамби було закінчено в грудні 1953. Озеро заповнене в 1954.
Висота над рівнем моря становить 13 м, найбільша глибина — 14 м. Площа озера — 47 км ². Прозорість води — помірно-каламутна. Площа водозбору — 4,6 км ².

## Рекреація
Найпопулярнішими видами рекреації є рибальство, прогулянки човнами, пішохідний туризм. У водосховищі є соми, сонячні окуні синьозяброві.
На північному узбережжі розташовується парк «Lake Houston Wilderness».